# Yale Patt
 (décembre 2016).
Si vous disposez d'ouvrages ou d'articles de référence ou si vous connaissez des sites web de qualité traitant du thème abordé ici, merci de compléter l'article en donnant les références utiles à sa vérifiabilité et en les liant à la section « Notes et références ».
Yale Nance Patt, né le 29 juin 1939, est un professeur américain de génie électrique et informatique à l'Université du Texas à Austin. 

## Biographie
Il est titulaire de la Chaire Ernest Cockrell, Jr. Centennial in Engineering. En 1965, Patt a introduit le module WOS, la première porte logique complexe implémentée sur une seule pièce de silicium. Il est également membre de l'Institut des ingénieurs électriciens et électroniciens (Institute of Electrical and Electronics Engineers) et de la Association for Computing Machinery. En 2014, il est élu à la National Academy of Engineering.